# Breno Caldeira
Breno Caldeira (Diamantino, Mato Grosso 1946) é um escritor brasileiro consagrado por seus textos considerados simples e de grande penetração popular, ainda que muitos analistas não deixem de avaliá-los como dotados de profunda sensibilidade para os dilemas do ser humano contemporâneo.

## Síntese da carreira
Prolífico, Breno Caldeira possui muitos títulos publicados, sendo que em alguns anos publicou mais de um livro. Essa grande produção valeu-lhe várias críticas, sendo muitas vezes rotulado de escritor comercial, autor de literatura ligeira e avaliações desse tipo. Outros críticos, no entanto, consideram-no um autor de grande envergadura, especialmente por conta de sua capacidade de imprimir crítica social em textos aparentemente leves e tratando de temas do cotidiano.
Suas posições polêmicas, como a recusa à participação na linha de frente das lutas políticas, especialmente nos anos 70, fizeram-no objeto de muitas críticas. Renderam-lhe também o desprezo de parcela considerável da intelectualidade de esquerda. No entanto, sua produção dessa década é claramente marcada pelas grandes questões da época, especialmente a luta contra a ditadura militar no Brasil.
Iniciou sua carreira escrevendo em jornais estudantis e em diversos jornais de cidades do interior de Mato Grosso e de São Paulo. Seu temperamento forte fez com que rompesse com editoras e publicasse a maioria de seus livros de maneira independente.
Em 2006 publicou aquele que definiu como seu último livro de ficção, o livro de contos Últimas Histórias. Declarou-se cansado da literatura e do meio literário e abandonou a carreira de ficcionista. Depois de um período de afastamento, no qual se dedicou à sua atividade paralela de artista plástico, prepara aquela que anuncia como sua última obra: um livro de memórias, ainda sem título, cujo lançamento, anunciado para 2013, foi adiado por tempo indefinido por problemas de saúde de origem não revelada.

## Principais obras
Romances
- Entre Quatro Parênteses - 1976
- Amanhã não falaremos mais - 1977.
- A morte adiada - 1978
- Um casamento pequeno-burguês cheirando a éter - 1978
- Deus e Diabo são a mesma esperança - 1979
- Uma temporada no congelador de casa' - 1982
- Somos todos anjos e não somos - 1984
- Ninguém morre duas vezes - 1984
- As aflições de Pedro Carvalho - 1985
- O inusitado visitante - 1986
- O pai do vento - 1986
- Barcos encalhados no Rio Apa - 1990
- A batina encardida ou Padre Márcio anda estranho - 1993
- Ninguém mais é anjo nesta terra do cão - 1996
- Memórias de um deputado sem pudor - 1997
- A cerca rompida - 1999
- Morri no século passado e já esqueci como foi - 2001
- Infidelidade é uma forma de sofrer - 2005
- Horizonte sem montanhas - 2005

Contos
- Histórias sem mordaça - 1973
- Um punhado de contos no escuro - 1975
- Os reis agonizantes e outros contos - 1978
- Pérolas aos porcos - 1999
- Um punhado de contos de amor sem ilusão - 2000
- Últimas histórias - 2008

Teatro
- Ninguém conta João da Silva - 1977
- A desfalecida - 1984
- Puxe o fio - 1986

## Trajetória
As primeiras obras de Breno Caldeira  "Histórias sem mordaça" e "Um punhado de contos no escuro" tiveram baixas vendagens em edições custeadas pelo próprio autor. Fora das listas de best sellers,  os dois livros de contos foram totalmente ignorados pela crítica. Seu primeiro sucesso foi Entre Quatro Parênteses de 1976. O sucesso deveu-se, no entanto, mais aos problemas que a publicação teve com a censura do que à própria qualidade do livro. A princípio, a censura proibiu a sua circulação alegando que os parenteses eram uma metáfora para as prisões de opositores do regime. A insistência do autor em recorrer da decisão dos censores acabou por render-lhe 12 dias de cadeia no DOI-CODI, em São Paulo.
O livro só foi liberado após a intervenção do General Golbery do Couto e Silva, que acabou por ler o livro e convenceu os censores de que não era uma obra subversiva. A fama repentina do livro entre intelectuais de esquerda e estudantes fez de Entre Quatro Parênteses uma daquelas obras dos anos 70 mais comentadas do que lidas, mas foi o suficiente para que a Editora Brasiliense se interessasse em editar os livros seguintes "Os reis agonizantes e outros contos", A morte adiada e "Um casamento pequeno-burguês cheirando a éter", este último com capa de Elifas Andreato e prefácio de Haroldo de Campos. No mesmo período, estreou a sua primeira peça "Ninguém conta João da Silva", no Teatro de Arena, em São Paulo. O diretor foi o consagrado Gianfrancesco Guarnieri e interpretada por Cleide Yaconis e Sergio Brito. A trilha musical foi assinada por João Bosco e Aldir Blanc. Na temporada carioca, o elenco contou com o reforço da cantora Nara Leão.
No final de 1978, Caldeira se separou da primeira esposa, Clarice. Foi nessa época que escreveu "Deus e o Diabo são a mesma esperança", um mergulho profundo na discussão sobre moralidade e religião. O afastamento da temática tradicional da esquerda rendeu-lhe críticas, que resvalaram para a ofensa quando Caldeira deu declarações favoráveis ao cantor Wilson Simonal. O semanário Pasquim publicou uma charge, em maio de 1979, de Breno Caldeira e de Simonal ao lado de um grupo de gorilas (menção pouco sutil à polícia política). O jornal nem chegou a circular, mas Caldeira soube da ofensa e rompeu em definitivo com a esquerda.
Em 1984, após uma discussão com o editor Luiz Scwarcz sobre as ilustrações do livro "Somos todos anjos e não somos", saiu da Editora Brasiliense e passou a publicar pela Editora Record.
Foi após o rompimento com a esquerda que começa a fase mais popular de Breno Caldeira e, na opinião do professor e crítico Antônio Olinto, a melhor. Olinto foi talvez o único dos grande críticos literários que reconheceu na obra de Breno Caldeira a profundidade da sabedoria popular. Escreveu sobre "As aflições de Pedro Carvalho" n' O Globo (13/05/1985):
Pedro Carvalho não é uma criação de Breno Caldeira. Ele pode ser o mesmo Pedro pedreiro de Chico Buarque. Ou pode ser qualquer um que toma ônibus e comenta a missa com a passageira ao lado e vibra com os gols de Zico no Maracanã. O Pedro de Breno Caldeira é um daqueles sábios que não foram à escola, mas que com algumas horas de convívio pode ensinar um bom tanto sobre a natureza humana. O Pedro Carvalho está para a filosofia como Lula está para a política.
Antônio Cândido, na única vez em que falou de Breno Caldeira, disse que não podia concordar com o colega "o Olinto vê em Pedro Carvalho uma espécie de Diadorim urbano. É um exagero. Esse Pedro Carvalho do Caldeira é um tipo de Jeca Tatu urbano. Não mais do que isso."
O jornal Folha de S.Paulo, noticiou que Breno Caldeira recusou oferta da TV Globo, em 1986, para a adaptação de "As aflições de Pedro Carvalho" para a TV, fato que desagradou a direção da Editora Record e levou ao rompimento.  Anos depois, muitos viram no personagem Sassá Mutema, interpretado por Lima Duarte na novela "O Salvador da Pátria" alguma semelhança com o livro de Caldeira.
Breno Caldeira passou a publicar seus livros de maneira independente, ainda com alguma repercussão na mídia. Em setembro de 1987, o polêmico crítico José Guilherme Merquior comentou "O Inusitado Viajante" na sua coluna no Correio Braziliense :
"'O Inusitado Viajante' chega com poucas páginas - exatas 124, porém mais uma vez Breno Caldeira mostra que se pode dizer muito escrevendo pouco. Fugindo da falsa cultura erudita da esquerda brasileira, Caldeira se aproxima do melhor da grande literatura latino americana. Seus personagens poderiam ter sido criados por Borges ou por Llosa. A história nos desconcerta e nos desafia a decifrar o segredo do inusitado viajante".(Correio Braziliense, 08/10/1986).
A partir do final dos anos 80, Breno Caldeira seguiu o caminho de muitos escritores brasileiros, mudando-se para a Europa e mantendo longo período de silêncio. Breno escolheu Sevilha, na Espanha, para morar e de lá escreveu os últimos romances e livros de contos. Afastado do Brasil, sua literatura tornou-se mais universal e os dramas voltados para os dilemas do homem moderno.
Na Europa, dedicou-se também às artes plásticas, principalmente esculturas, nunca expostas publicamente.
Sempre publicando de maneira independente, Breno Caldeira continuou vindo ao Brasil para o lançamento dos seus livros. Em 2006, anunciou o fim da carreira de ficcionista.